# Evagoratus longicruris
Evagoratus
Genre
Espèce
Evagoratus longicruris, unique représentant du genre Evagoratus, est une espèce fossile d'araignées aranéomorphes de la famille des Salticidae.

## Distribution
Cette espèce a été découverte à Shanwang au Shandong en Chine. Elle date du Néogène.

## Publication originale
- Zhang, Sun & Zhang, 1994 : Miocene insects and spiders from Shanwang, Shandong. Science Press, Beijing, p. 1–298.